# لاعود

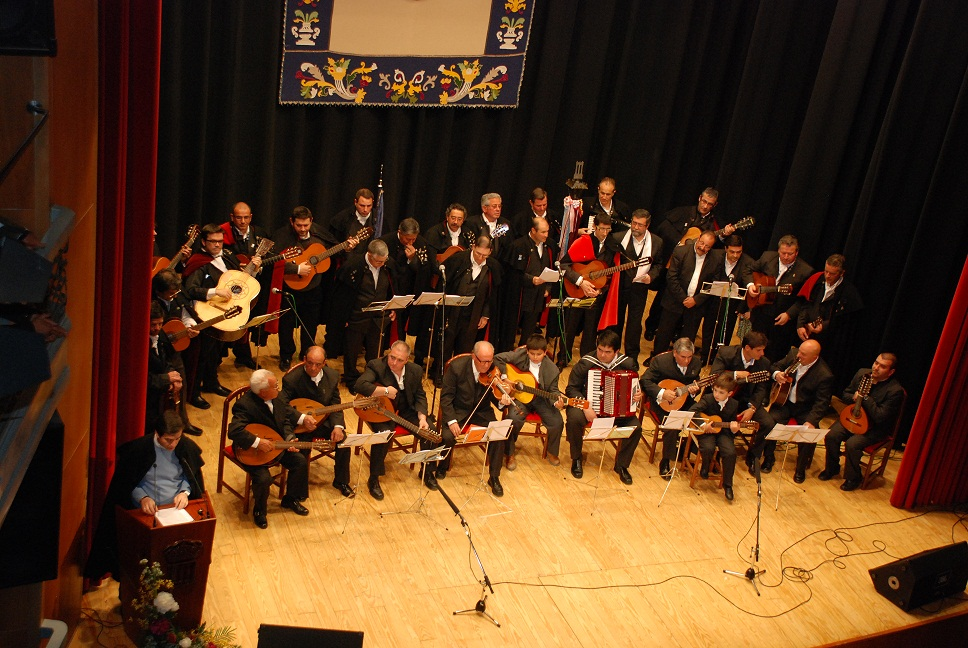
یک روندولا شامل تعداد زیادی لاعود

لاعود (اسپانیایی: Lute) یک ساز زهی زخمه‌ای از کشور اسپانیاست. همچنین، این ساز در سایر کشورهای اسپانیایی‌زبان مانند کوبا و فیلیپین نیز نواخته می‌شود.
این ساز مربوط به دوران رنسانس می‌شود. لاعود اسپانیایی و کوبایی، دارای شش زوج‌سیم هستند. ساز فیلیپینی، داری چهارده سیم است که بعضی از آنها تک یا سه‌تایی هستند. ساز مشابه، ولی کوچک‌تر با دسته کوتاهتر، باندوریا است که در نمونه‌های ۱۲ و ۱۴ سیمی، وجود دارد. به صورت سنتی، لاعود توسط گروه‌های موسیقی محلی نواخته می‌شود. مانند گروه‌های روندالای فیلیپنی. همچنین، این ساز در فواصل چهارم کوک شده و معمولاً برای هم‌نوازی با گیتار استفاده می‌شود.

## کوک
در لاعود اسپانیایی، کوک از بم به زیر (از سیم ششم تا اول) به این شکل است:
- سیم اول: لا - لا
- سیم دوم: می - می
- سیم سوم: سی - سی
- سیم چهارم: فا دیز - فا دیز
- سیم پنجم: دو دیز - دو دیز
- سیم ششم: سل دیز - سل دیز